# Radar mobilny RM-100
Radar mobilny RM-100 – stacja radiolokacyjna produkcji PIT-Radwar, przeznaczona do wykrywania i automatycznego śledzenia celów nawodnych oraz jednoczesnego określania ich współrzędnych.

## Opis techniczny
Radar współpracuje z odbiornikiem AIS oraz systemem zapewniającym fuzję i przekazywanie danych do zautomatyzowanego Systemu Dowodzenia Marynarki Wojennej. Radar wykonany został w technologii FMCW (ang. Frequency Modulated Continuous Wave – częstotliwościowa modulacja fali ciągłej), która umożliwia pracę stacji radiolokacyjnej z niewielkimi mocami sygnału sondującego (od 0,1 W do 2 W), dzięki czemu cały system jest trudno wykrywalny. Radar jest wyposażony w środki nawigacji i łączności, pozwalające na współpracę z systemem dowodzenia Marynarki Wojennej. Radar jest praktycznie niewykrywalny przez urządzenia ostrzegania RWR, dzięki czemu stacja posiada zdolność do pracy w warunkach ciszy radiolokacyjnej. Cały system jest zabudowany w kontenerze 15-stopowym, który jest szczelny elektromagnetycznie. Całość osadzona jest na podwoziu samochodu ciężarowego Jelcz P662D.43. Zestaw antenowy jest zainstalowany na 20-metrowym maszcie. Załoga liczy 3 osoby.

## Dane techniczne
- Zakresy instrumentalne: 0,25 do 48 Mm[3];
- Częstotliwość pracy: pasmo X Moc nadajnika 1 mW do 2 W Modulacja liniowa FMCW[3];
- Dokładność pomiaru odległości: 1%[3];
- Dokładność pomiaru kąta: 1°[3];
- Dewiacja częstotliwości: 54 Mz[3];
- Obróbka sygnałowa: FFT 8192 punkty, CFAR, integracja binarna, korelacja, różniczkowanie, mapa zakłóceń, korekcja zakłóceń impulsowych[3];
- Apertura: anteny 2 m[3];
- Szerokość wiązki: 22°[3];
- Prędkość obrotowa anteny: nastawiana skokowo co 1 obr./min w zakresie od 12 do 30 obr./min[3];
- Zakres temperatury pracy: od 30 do 50 °C (anteny i napęd)[3].

## Użytkownicy
Polska
- Marynarka Wojenna – od 2016 roku eksploatuje 3 zestawy stacji radiolokacyjnej[2][4].